# Театральная мастерская Николая Рушковского
Театральная мастерская Николая Рушковского — киевский театр, созданный народным артистом Украины Николаем Николаевичем Рушковским и его 13 выпуском актёрского курса Киевского государственного института театрального искусства им. И. К. Карпенко-Карого. Первый театральный сезон открыт в 2017 году, хотя сами «рушковцы» считают датой рождения Театральной Мастерской июль 2011 года, когда Николай Рушковский набрал группу студентов на свой актёрский курс. это совместный проект театра и библиотеки. С сентября 2018 года Художественный руководитель Софья Николаевна Письман.

## Репертуар
- «Антигона» по пьесе Жана Ануя. Режиссер-постановщик — Народный артист Украины Игорь Николаевич Славинский.
- «SOS.Спасите наши души». по пьесе Константина Симонова «Четвёртый». Режиссёр-постановщик — Народный артист Украины Николай Николаевич Рушковский. Дипломный спектакль, а затем ставший репертуарным спектаклем театра, игравшийся до этого в Литературном театре Киевского Дома Книги.[2]
- «Чудики» по рассказам В. М. Шукшина. Режиссёр-постановщик Софья Николаевна Письман и Сергей Георгиевич Сипливый.[3]
- «Якось воно буде» по произведениям Остапа Вишни. Режиссёр-постановщик Игорь Николаевич Славинский. Музыкальное решение — Екатерина Тыжнова. Пластическое решение — Анастасия Андриенко. 23 февраля 2017 года состоялся допремьерный показ спектакля.[4] Первый сезон Театральной мастерской Николая Рушковского открыт этим спектаклем.[5]
- «Andersen’s Fairy Tales» по сказкам Ганса Кристиана Андерсена. Режиссер-постановщик Валерия Валерьевна Федотова.
- Музыкально-поэтический спектакль «По улице моей…». Режиссер-постановщик — Софья Николаевна Письман. Спектакль рассказывает о судьбе и творчестве Булата Окуджавы, Владимира Высоцкого, Александра Галича, Геннадия Шпаликова, Беллы Ахмадулиной, Евгения Евтушенко, Андрея Вознесенского, Арсения Тарковского, Роберта Рождественского.[6][7]
- «Ослик должен быть худым» сентиментальный детектив Сергея Довлатова. Режиссер-постановщик Валерия Валерьевна Федотова, награждена в 2017 году премией Киевская пектораль за лучший режиссерский дебют.[8]
- «Последний день человечества» по пьесе Мартина Макходанаха «Сиротливый запад». Режиссер-постановщик Дмитрий Курилов.

## Фестивали и гастроли
- 2016 год ХХІХ «Декабрьские театральные вечера» в Чернигове Спектакли «Ослик должен быть худым» по Сергею Давлатову, детский спектакль «Тараканище» по Корнею Чуковскому и «Антигона» в постановке давнего друга Молодежного театра Игоря Славинского.[9]
- 2017 год ХХХ «Декабрьские театральные вечера» в Чернигове — Спектакль «Якось воно буде» по произведениям Остапа Вишни[10]
- 2018 год ХХХІ"Декабрьские театральные вечера" в Чернигове — Спектакль «Нейтральная полоса» по произведениям Владимира Высоцкого[11]
- 2018 год — ХХ Международный театральный фестиваль «Мельпомена Таврии» в Николаеве — Спектакль «Якось воно буде» по произведениям Остапа Вишни.[12]
- 2019 год ХХІ Международный театральный фестиваль «Мельпомена Таврии» в Херсоне — Спектакль «Нейтральная полоса» по произведениям Владимира Высоцкого[13].